# Camperol menut
El camperol menut (Poodytes gramineus) és una espècie d'ocell de la família dels locustèl·lids (Locustellidae). És endèmic d'Austràlia i de Papua Occidental (Indonèsia). Habita les zones humides. El seu estat de conservació es considera de risc mínim.